# Ophioglossum
Ophioglossum L., 1753 è un genere di felci appartenente alla famiglia delle Ophioglossaceae.

## Etimologia
Il nome del genere deriva dal greco òphis (serpente) e glossa (lingua), in riferimento alla forma della foglia.

## Descrizione
Il genere Ophioglossum si caratterizza dall'indivisione delle fronda sterile da quella fertile.

## Tassonomia
Comprende le seguenti specie:
- Ophioglossum austro-asiaticum M. Nishida
- Ophioglossum azoricum C. Presl
- Ophioglossum bergianum Schltdl.
- Ophioglossum bucharicum O. Fedtsch. & B. Fedtsch.
- Ophioglossum californicum Prantl
- Ophioglossum concinnum Brack.
- Ophioglossum costatum R. Br.
- Ophioglossum crotalophoroides Walter
- Ophioglossum dendroneuron E.P. St. John
- Ophioglossum ellipticum Hook. & Grev.
- Ophioglossum engelmannii Prantl
- Ophioglossum fernandezianum C. Chr.
- Ophioglossum holm-nielsenii B. Øllg.
- Ophioglossum lanceolatum (Luerss.) Prantl
- Ophioglossum lancifolium C. Presl
- Ophioglossum latifolium (Prantl) J.E. Burrows
- Ophioglossum lusitanicum L.
- Ophioglossum mononeuron E.P. St. John
- Ophioglossum nudicaule L. f.
- Ophioglossum oblongum H.G. Zhou & H. Li
- Ophioglossum ovatum Bory
- Ophioglossum palmatum L.
- Ophioglossum pendulum L.
- Ophioglossum petiolatum Hook.
- Ophioglossum polyphyllum A. Braun ex Schub.
- Ophioglossum pumilio E.P. St. John
- Ophioglossum pusillum Raf.
- Ophioglossum regulare (Schltdl.) C. Chr.
- Ophioglossum reticulatum L.
- Ophioglossum scariosum R.T. Clausen
- Ophioglossum thermale Kom.
- Ophioglossum thomasii R.T. Clausen
- Ophioglossum vulgatum L.
- Ophioglossum yongrenense Ching ex Z.R. He & W.M. Chu